# ديمتري كاميشيك
ديمتري كاميشيك (بالروسية: Камышик, Дмитрий Юрьевич) مواليد 1 مايو 1990 في مينسك، هو لاعب كرة يد بيلاروسي يلعب كظهير أيسر. يلعب حاليا مع نادي ميشكوف برست لكرة اليد ويحمل الرقم 11. مثل منتخب بيلاروسيا لكرة اليد.

## سجل المنافسة
شارك في البطولات التالية:
- بطولة العالم لكرة اليد للرجال 2015
- بطولة أوروبا لكرة اليد للرجال 2014